# Ulrich Semrau
Ulrich Semrau (* 1962 in Bremen) ist ein deutscher Dirigent, Trompetensolist und Musikpädagoge. Er lebt und arbeitet in Bassum (Landkreis Diepholz, Niedersachsen).

## Leben
1982 begann Semrau ein Musikhochschulstudium an der Bremer Hochschule für Künste mit den Schwerpunkten Trompete und Dirigieren, das er mit dem Examen abschloss. Danach setzte er seine Studien in Hannover bei Bruce Rhoten und Prof. Siegfried Göthel fort. Ein Privatstudium von 1988 bis 1993 in Malmö bei Bo Nilsson schloss sich an. Meisterkurse bei Pierre Thibaud, James Thompson, Timofei Dokshitser und Frits Damrow ergänzten seine Ausbildung.

## Wirken
- Auf Konzertreisen nach Österreich, Dänemark, Lettland, Ungarn, Kanada und Frankreich war Semrau als Trompetensolist und als Dirigent tätig.
- Von 1984 bis 1993 unterrichtete Semrau an der Musikschule Bremen.
- Seit 1989 unterrichtet er an der Kreismusikschule des Landkreises Diepholz.
- 2015 erhielt er zusätzlich einen Lehrauftrag an der Universität Vechta
- Von 2001 bis 2007 hatte er die musikalische Leitung des Bremer Sinfonieorchesters Camerata Instrumentale inne.
- Seit 1996 ist er Leiter der Klassischen Philharmonie NordWest – seit dessen Gründung. Dieses Orchester mit seinen 50 Musikern aus 10 Nationen tritt vor allem im in der Metropolregion Nordwest auf, hat aber auch Konzertreisen nach Frankreich, Italien, Lettland, Polen, Ungarn und in die Slowakei unternommen. Im Sommer 2001 gastierte dieses Orchester in Lettland und brachte in Riga vor über 2.000 Zuhörern Beethovens 9. Sinfonie, die seit 25 Jahren in Lettland nicht aufgeführt worden war, zu Gehör.

## Werke
- Musik aus vier Jahrhunderten. Mit Hella Rothschild [Org] und Syke Brass; CNS-Musikverlag, Bremen [2002]
- Trompete & Orgel. Mit Hella Rothschild [Org]; CNS-Musikverlag, Bremen [2002]
- Concertino (Bauers Studios, 2017)
- Studiokonzert (Live LP aus den Bauer Studios, 2017)
- Meisterwerke für Trompete (CD, 2019)
- (als Bearb.:) Joy to the world. 80 Weihnachtslieder, für B-Instrument. CNS-Musikverlag, Weyhe 2003